# Vectorizare (matematică)
În matematică, în special în algebră liniară, vectorizarea unei matrice este o transformare liniară care transformă matricea într-un vector. Mai exact, vectorizarea unei matrice A m × n, denumită vec(A), este un vector coloană mn × 1 obținut prin aranjare coloanelor matricei A una peste alta:
{\displaystyle \operatorname {vec} (A)=[a_{1,1},\ldots ,a_{m,1},a_{1,2},\ldots ,a_{m,2},\ldots ,a_{1,n},\ldots ,a_{m,n}]^{\mathrm {T} }}
Aici, {\displaystyle a_{i,j}} reprezintă elementul din linia i și coloana j din A, iar cu indicele superior {\displaystyle {}^{\mathrm {T} }} este notată transpunerea. Vectorizarea exprimă, prin coordonate, izomorfismul {\displaystyle \mathbf {R} ^{m\times n}:=\mathbf {R} ^{m}\otimes \mathbf {R} ^{n}\cong \mathbf {R} ^{mn}} între acestea (adică dintre matrici și vectori) ca spații vectoriale.
De exemplu, pentru matricea 2×2 {\displaystyle A={\begin{bmatrix}a&b\\c&d\end{bmatrix}}}, vectorizarea este {\displaystyle \operatorname {vec} (A)={\begin{bmatrix}a\\c\\b\\d\end{bmatrix}}}.
Legătura dintre vectorizarea lui A și vectorizarea transpusei sale este dată de matricea de comutare.

## Compatibilitatea cu produsul Kronecker
Vectorizarea este folosită frecvent împreună cu produsul Kronecker pentru a exprima înmulțirea matricilor ca o transformare liniară pe matrici. În special,
{\displaystyle \operatorname {vec} (ABC)=(C^{\mathrm {T} }\otimes A)\operatorname {vec} (B)}
pentru matricele A, B și C cu dimensiunile k×l, l×m și m×n. De exemplu, dacă {\displaystyle \operatorname {ad} _{A}(X)=AX-XA} (endomorfismul adjunct în algebra Lie⁠(d) gl(n, C) al tuturor matricilor  n×n complexe), atunci {\displaystyle \operatorname {vec} (\operatorname {ad} _{A}(X))=(I_{n}\otimes A-A^{\mathrm {T} }\otimes I_{n}){\text{vec}}(X)}, unde {\displaystyle I_{n}} este matricea unitate n×n.
Există alte două formulări utile:
{\displaystyle {\begin{aligned}\operatorname {vec} (ABC)&=(I_{n}\otimes AB)\operatorname {vec} (C)=(C^{\mathrm {T} }B^{\mathrm {T} }\otimes I_{k})\operatorname {vec} (A)\\\operatorname {vec} (AB)&=(I_{m}\otimes A)\operatorname {vec} (B)=(B^{\mathrm {T} }\otimes I_{k})\operatorname {vec} (A)\end{aligned}}}
Mai general, s-a demonstrat că vectorizarea este autoadjunctă în structura închisă monoidală a oricărei categorii de matrice.

## Compatibilitatea cu produsul Hadamard
Vectorizarea este un homomorfism algebric din spațiul matricilor n × n cu produsul Hadamard la Cn2 cu produsul său Hadamard:
{\displaystyle \operatorname {vec} (A\circ B)=\operatorname {vec} (A)\circ \operatorname {vec} (B).}

## Compatibilitatea cu produsul interior
Vectorizarea este o transformare unitară din spațiul matricelor n×n cu produsul interior Frobenius sau operatorul Hilbert–Schmidt⁠(d) la Cn2:
{\displaystyle \operatorname {tr} (A^{\dagger }B)=\operatorname {vec} (A)^{\dagger }\operatorname {vec} (B),}
Unde cu indicele superior † este notată adjuncta.

## Vectorizarea ca sumă liniară
Operația de vectorizare a unei matrice poate fi scrisă ca o sumă liniară. Fie X matricea m × n care să fie vectorizată și fie ei vectorul celei de-a i-a bază canonică a spațiului n-dimensional, adică {\textstyle \mathbf {e} _{i}=\left[0,\dots ,0,1,0,\dots ,0\right]^{\mathrm {T} }}. Fie Bi o matrice de blocuri (mn) × m definită astfel:
{\displaystyle \mathbf {B} _{i}={\begin{bmatrix}\mathbf {0} \\\vdots \\\mathbf {0} \\\mathbf {I} _{m}\\\mathbf {0} \\\vdots \\\mathbf {0} \end{bmatrix}}=\mathbf {e} _{i}\otimes \mathbf {I} _{m}}
Bi este formată din n matrici de blocuri de dimensiuni m × m, plasate una deasupra alteia, și toate aceste matrici sunt nule cu excepția celei de a i-a, care este matricea unitate m × m, Im.
Apoi versiunea vectorizată a lui X poate fi exprimată după cum urmează:
{\displaystyle \operatorname {vec} (\mathbf {X} )=\sum _{i=1}^{n}\mathbf {B} _{i}\mathbf {X} \mathbf {e} _{i}}
Înmulțirea lui X cu ei extrage coloana a i-a, în timp ce înmulțirea cu Bi o pune în poziția dorită în vectorul final.
Alternativ, suma liniară poate fi exprimată folosind produsul Kronecker:
{\displaystyle \operatorname {vec} (\mathbf {X} )=\sum _{i=1}^{n}\mathbf {e} _{i}\otimes \mathbf {X} \mathbf {e} _{i}}

## Semivectorizare
Pentru o matrice simetrică A, vectorul vec(A) conține mai multe informații decât este strict necesar, deoarece matricea este complet determinată de simetrie împreună cu porțiunea triunghiulară inferioară⁠(d), adică n(n + 1)/2 de pe și sub diagonala principală. Pentru astfel de matrici, semivectorizarea este uneori mai utilă decât vectorizarea. Semivectorizarea, vech(A), a unei matrice simetrice n × n A este vectorul coloană n(n + 1)/2 × 1 obținut prin vectorizarea numai a părții triunghiulare inferioare a lui A:
{\displaystyle \operatorname {vech} (A)=[A_{1,1},\ldots ,A_{n,1},A_{2,2},\ldots ,A_{n,2},\ldots ,A_{n-1,n-1},A_{n,n-1},A_{n,n}]^{\mathrm {T} }.}
De exemplu, pentru matricea {\displaystyle A={\begin{bmatrix}a&b\\b&d\end{bmatrix}}} 2×2, semivectorizarea este {\displaystyle \operatorname {vech} (A)={\begin{bmatrix}a\\b\\d\end{bmatrix}}}.
Există matrici unice care transformă semivectorizarea unei matrice în vectorizarea acesteia și invers numite, respectiv, matrice de duplicare și matrice de eliminare.

## În limbajele de programare
Limbajele de programare care au implementate operații matriciale pot avea mijloace ușoare de vectorizare.
În Matlab/GNU Octave o matrice A poate fi vectorizată prin A(:).
GNU Octave permite, de asemenea, vectorizarea și semivectorizarea prin vec(A) și, respectiv, vech(A). Julia are și el funcția vec(A).
În Python tablourile NumPy implementează metoda platten, iar în R efectul dorit poate fi obținut cu funcțiile c() sau as.vector(). În R funcția vec() a pachetului „ks” permite vectorizarea, iar funcția vech() implementată în ambele pachete „ks” și „sn” permite semivectorizarea.